# 拉兹 (菲尼斯泰尔省)
拉兹（法語：Laz，法語發音：[laz]）是法国菲尼斯泰尔省的一个市镇，属于沙托兰区。

## 地理
拉兹（48°8'15"N, 3°50'7"W）面积34.44 平方千米，位于法国布列塔尼大區菲尼斯泰尔省，该省份为法国最西部的省份，位于布列塔尼半岛西部，北西南三面环大西洋，东临阿摩尔滨海省和莫尔比昂省。
与拉兹接壤的市镇（或旧市镇、城区）包括：法乌新堡、科赖、埃代恩、勒昂、圣戈阿泽克、圣图瓦、特雷古雷。

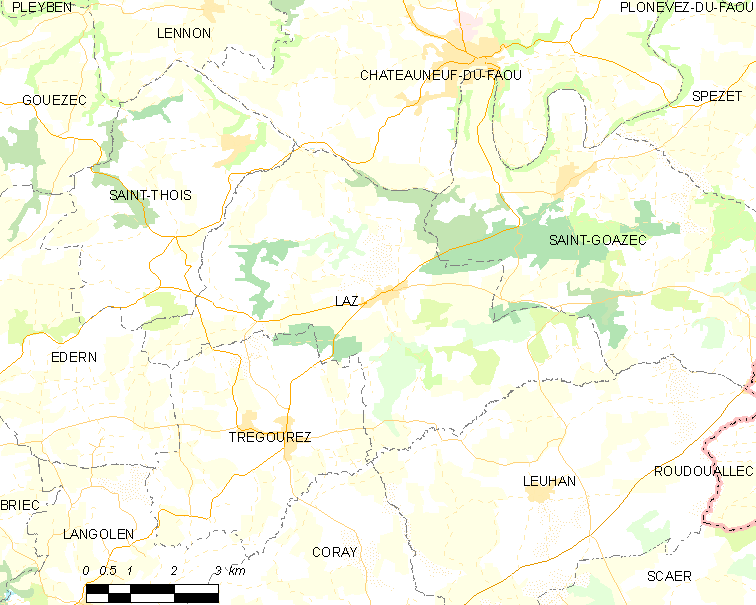
的OSM定位图

拉兹的时区为UTC+01:00、UTC+02:00（夏令时）。

## 行政
拉兹的邮政编码为29520，INSEE市镇编码为29122。

## 政治
拉兹所属的省级选区为布列克县。

## 人口

1962-2008年间人口变化图示

拉兹于2022年1月1日时的人口数量为684人。